# Peggy Moran
Pour les articles homonymes, voir Moran.
Peggy Moran (Clinton (Iowa) (Iowa), 23 octobre 1918 – Camarillo (Californie), 24 octobre 2002), est une actrice américaine.

## Biographie
Son père, Earl Moran, est un artiste spécialisé dans les pin-ups pour calendriers et magazines ; la future actrice Marilyn Monroe a posé pour lui. Sa mère était danseuse avant son mariage. Quand Peggy finit ses études, elle et sa mère déménagent à Los Angeles.
La carrière cinématographique de Peggy commence au studio Warner Bros.. Elle joue dans un certain nombre de films de série B tels que La Main de la momie (1940), Slightly Tempted (1940), L'Île de l'épouvante (Horror Island) de George Waggner (1941), Treat 'Em Rough (1942) et Le Roi des cow-boys (1943). Elle tient des petits rôles dans des grands films : elle est la vendeuse de cigarettes dans Ninotchka, avec Greta Garbo (1939). Après avoir épousé le cinéaste Henry Koster en 1942, à l'âge de 24 ans, un buste de Peggy figurera dans chaque film que son mari tournera. Après son mariage, elle se retire du cinéma pour s’occuper de sa famille (elle a deux fils). En 2000, elle apparaît dans un documentaire.
Le 24 octobre 2002, le lendemain de son 84eanniversaire, Peggy Moran meurt des suites de ses blessures, occasionnées par un accident de voiture le 26 août 2002.

## Filmographie

### Années 1930
- 1938 : Les Chercheurs d'or à Paris (Gold Diggers in Paris)
- 1938 : Le Vantard (Boy Meets Girl)
- 1938 : Les Secrets d'une actrice (en) (Secrets of an Actress) de William Keighley
- 1938 : Campus Cinderella
- 1938 : Pensionnat de jeunes filles (Girls' School)
- 1938 : Nuits de bal ((The Sisters)
- 1938 : Rhythm of the Saddle
- 1938 : Hommes sans loi (King of the Underworld) - scènes coupées au montage
- 1938 : Deux Bons Copains ((Zenobia)
- 1939 : Reine d'un jour (Winter Carnival) de Charles Reisner
- 1939 : Ninotchka
- 1939 : Little Accident
- 1939 : Premier Amour (First Love) de Henry Koster
- 1939 : Devoir et déchéance (The Big Guy)
- 1939 : West of Carson City
- 1939 : Oh Johnny, How You Can Love
- 1939 : Les Pilotes d'essai (Danger on Wheels)
- 1939 : Alias the Deacon
- 1939 : Hot Steel

### Années 1940
- 1940 : Oh ! Johnny mon amour ! (Oh, Johnny, How You Can Love!) de Charles Lamont : Kelly Archer
- 1940 : I Can't Give You Anything But Love, Baby
- 1940 : L'Auberge des loufoques (Argentine Nights)
- 1940 : La Main de la momie (The Mummy's Hand) de Christy Cabanne
- 1940 : Chanson d'avril (Spring Parade) de Henry Koster
- 1940 : Slightly Tempted
- 1940 : Une nuit sous les tropiques (One Night in the Tropics) de A. Edward Sutherland
- 1940 : Sur la piste des vigilants (Trail of the Vigilantes) d'Allan Dwan
- 1941 : Double Date
- 1941 : L'Île de l'épouvante (Horror Island) de George Waggner
- 1941 : Hello, Sucker
- 1941 : Flying Cadets de Erle C. Kenton
- 1942 : Treat 'Em Rough
- 1942 : There's One Born Every Minute de Harold Young
- 1942 : La Jungle rugit (Drums of the Congo) de Christy Cabanne
- 1942 : La Tombe de la Momie (The Mummy's Tomb) de Harold Young
- 1942 : Sept Amoureuses (Seven Sweethearts) de Frank Borzage
- 1943 : Le Roi des cow-boys (King of the Cowboys) de Joseph Kane